# Kritchai Sangrung
Kritchai Sangrung (thailändisch กริชชัย แสงรุ่ง; * 4. Juni 1997), auch als Pik bekannt, ist ein thailändischer Fußballspieler.

## Karriere
Kritchai Sangrung stand bis Anfang August 2022 beim Drittligisten Chamchuri United FC in Bangkok unter Vertrag. Der Verein spielte in der Bangkok Metropolitan Region der Liga. In der Saison 2021/22 bestritt er neun Drittligaspiele. Am 9. August 2022 unterschrieb er in Sukhothai einen Vertrag beim Erstligisten Sukhothai FC. Hier kam er jedoch in zwei Spielzeiten nicht zum Einsatz. Im Juli 2024 wechselte er zum Zweitligisten Chainat Hornbill FC. Sein Zweitligadebüt für den Verein aus Chainat gab Sangrung am 22. September 2024 (6. Spieltag) im Auswärtsspiel gegen den Chiangmai United FC. Bei dem 0:0-Unentschieden stand er in der Startelf und spielte die kompletten 90 Minuten. Bis November 2024 bestritt er vier Ligaspiele. Anfang Dezember 2024 wechselte er in die dritte Liga, wo er einen Vertrag beim Phitsanulok FC unterschrieb. Mit dem Verein aus Phitsanulok spielte er fünfmal in der Northern Region der Liga. Im Juli 2025 wechselte er in die Western Region. Hier unterschrieb er in Samut Sakhon einen Vertrag beim Samut Sakhon City FC.